# Gallisué
Gallisué ist ein spanischer Ort in den Pyrenäen in der Provinz Huesca der Autonomen Gemeinschaft Aragonien. Der Ort gehört zur Gemeinde Fanlo. Gallisué hat wieder Einwohner.

## Geografie
Gallisué liegt im Valle de Vio.  

## Sehenswürdigkeiten
- Ermita San Mames